# Шаумян (Краснодарский край)
Шаумян — село в Туапсинском районе Краснодарского края.
Административный центр Шаумянского сельского поселения.

## География
Село Шаумян расположено на берегах речки Елизаветка (приток Пшиша), на автотрассе «Туапсе—Хадыженск» (около 40 км от Туапсе).
Железнодорожная платформа Шаумян на линии «Армавир—Туапсе» Северо-Кавказской железной дороги.

## История
- Станица Елисаветпольская основана в 1864 году казаками Кубанского казачьего войска на месте выселенного черкесского аула. 4 декабря 1869 года станица Елисаветпольская преобразуется в селение Елисаветпольское.
- 10 марта 1925 года село Елисаветпольское становится административным центром образованного Армянского национального района Северо-Кавказского края.
- В 1936 году село получило название Шаумян в честь революционера Степана Шаумяна.
- 25 августа 1943 года утратило статус райцентра, в связи с переносом оного в село Черниговское[3].
- В 1953 года в связи с ликвидацией Армянского национального района село вошло в состав Туапсинского района и было определено центром Шаумянского сельского совета.
- С 26 декабря 1962 года и по 12 января 1965 года село Шаумян числилось в составе Туапсинского сельского района.

## Население
| 1989 | 1999  | 2002  | 2010  |
| ---- | ----- | ----- | ----- |
| 1479 | ↘1388 | ↗1467 | ↗1603 |

## Религия
Армянская апостольская церковь
- Армянская апостольская церковь Сурб Эчмиадзин.